# Cantone di Clelles
Il Cantone di Clelles era una divisione amministrativa dell'arrondissement di Grenoble.
A seguito della riforma approvata con decreto del 18 febbraio 2014, che ha avuto attuazione dopo le elezioni dipartimentali del 2015, è stato soppresso.

## Composizione
Comprendeva i comuni di:
- Chichilianne
- Clelles
- Lalley
- Le Monestier-du-Percy
- Percy
- Saint-Martin-de-Clelles
- Saint-Maurice-en-Trièves
- Saint-Michel-les-Portes